# Митьково-Качкари
Митьково-Качкари (укр. Митьково-Качкарі) — село в Кальмиусском районе Донецкой области Украины. Находится под контролем самопровозглашённой Донецкой Народной Республики.

## География

#### Соседние населённые пункты по странам света
С: Веденское, Красноармейское
СЗ: —
СВ: Качкарское, Роза, Казацкое
З: Дзержинское, Заиченко, Весёлое
В: Патриотичное
ЮЗ: Ленинское, Саханка
ЮВ: —
Ю: Безыменное

## История
Село находится на землях так называемого Дикого поля, то есть той части казацких степей, которые длительное время фактически были заселены свободным кочевым и полукочевым населением (известным в разных источниках как скифы, половцы, татары, казаки и т. д.), отрицавшим всякую власть, кроме избранной самостоятельно.
Название села происходит от имени казака Митька, то есть Дмитрия, получившего в этих местах небольшой надел земли под хутор, на котором находились качкары, то есть пастбища вместе с родниками. Поэтому первоначальное поселение получило название Митьковые Качкары, а потом стало известно и как Митьково-Качкары. В наше время село иногда сокращённо называют М-Качкары, что породило неверное второе название села «Малые Качкары».

## Экономика
При советской власти — отделение колхоза «Дружба народов» (животноводство, растениеводство, зерновые культуры, садоводство и виноградарство).
С начала XXI века — отделение агроцеха № 5 Мариупольского металлургического комбината им. Ильича (зерноводство, животноводство), с 2011 года до 2014 года агроцех находился в холдинге «Харвист» (группа СКМ бизнесмена Рината Ахметова).
Основное направление деятельности — зерноводство.
Трудовая занятость населения — сезонная (с марта по октябрь). Основной источник существования жителей — выращенная продукция личных хозяйств. Село газифицировано. Имеется водопровод от артезианской скважины.
Торговые заведения: частный магазин-закусочная. В последние годы резко вырос отток молодёжи на заработки и постоянное место жительство в города.

## Население
- 1873 — 253 чел.
- 2001 — 419 чел. (перепись)

## Культура, образование и медицинское обслуживание
Клуб открылся после организации колхоза во время коллективизации в СССР 1920—1930-х гг.
В 1970-х годах было построено новое здание Дворца культуры с кинозалом на 200 мест, библиотекой и помещениями для досуга.
В 1960—1980-е г.г. в селе работал колхозный детский сад, закрытый после распада СССР.
При советской власти в селе был фельдшерский пункт. Новое здание фельдшерского пункта, строительство которого было начато в 80-х годах XX века, осталось недостроенным.
Школа-семилетка (восьмилетка) открыта при советской власти. Во время Великой Отечественной войны здание школы было сожжено немецко-фашистскими захватчиками и заново построено в послевоенные годы. В 2000—2011 годах здание школы капитально отремонтировано Мариупольским металлургическим комбинатом им. Ильича. Школьная котельная газифицирована. В настоящее время это школа 1—2 ступени.

## Транспортное сообщение
Автобусное сообщение с городами Мариуполь и Новоазовск (райцентр) через село Безыменное.

## Адрес местного совета
87660, Донецкая обл., Новоазовский р-н, с. Безыменное, ул. Советская, 45.